# رود چارا
رود چارا (روسی: Ча́ра) یک رودخانه در استان بوریاتیای کشور روسیه است.